# Karin Danner
Karin Danner (* 22. Januar 1959 in Marnheim) ist eine ehemalige deutsche Fußballspielerin und -funktionärin. Sie war von 1995 bis Saisonende 2022/23 die Managerin der Frauenfußballabteilung des FC Bayern München und eine ehemalige Fußballspielerin des Vereins.

## Karriere

### Vereine
Danner begann im Alter von elf Jahren in Marnheim, ihrem seinerzeitigen Wohnort im rheinland-pfälzischen Donnersbergkreis, mit dem Fußballspielen – als Straßenfußballerin mit ihren Brüdern. Bis 1970 war Frauenfußball seitens des Deutschen Fußball-Bunds noch verboten gewesen. In der rund 30 Kilometer von Marnheim entfernten Kleinstadt Wörrstadt war der örtliche TuS Wörrstadt einer der Pioniere des Frauenfußballs in Deutschland, wurde 1973 inoffizieller deutscher Meister und 1974 erster Titelgewinner der offiziellen deutschen Frauenfußball-Meisterschaft. Karin Danner hatte sich 1973 als 14-Jährige dem Verein angeschlossen und blieb dort bis 1977. In einzelnen Begegnungen der Wörrstädterinnen mit dem FC Bayern München wurde dieser erstmals auf sie aufmerksam. Eine zweite Kontaktaufnahme gab es im Jahr 1977 bedingt durch die seinerzeit bestehende Brieffreundschaft zu Lydia Köhl, der Torhüterin der Bayern; diese führte dazu, dass Danner sich für einen Wechsel nach München entschieden hatte. Auch der FC Bayern München gehörte seinerzeit zu den besten Mannschaften im deutschen Frauenfußball und war 1976 deutscher Meister geworden.
Von 1977 bis 1984 bestritt sie Punktspiele als Mittelfeldspielerin „als Strategin, ein echter 10er“, wie sie selbst von sich sagte, in der vom Bayerischen Fußball-Verband ausgerichteten Bayernliga innerhalb des Regionalverbandes Süd. Während ihrer Vereinszugehörigkeit gewann sie in jeder Saison die bayerische Meisterschaft und zudem zweimal den bayerischen Pokal. Als bayerischer Meister von 1978 nahm sie mit ihrer Mannschaft an der Endrunde um die deutsche Fußballmeisterschaft teil und schied mit ihr gegen den saarländischen Vertreter FC Hellas Marpingen – nach Hin- und Rückspiel – mit 2:3 im Viertelfinale aus. Das Jahr darauf gelang der Einzug ins Finale, das letztmals in Hin- und Rückspiel ausgetragen wurde. Am 17. Juni 1979 ging das Hinspiel vor 800 Zuschauern im Städtischen Stadion an der Grünwalder Straße gegen die SSG 09 Bergisch Gladbach mit 2:3 verloren, wie auch das Rückspiel am 24. Juni 1979 vor 12.000 Zuschauern im Stadion an der Paffrather Straße mit 0:1. Auch in den Folgejahren waren die Frauen des FC Bayern München der Konkurrenz aus Bergisch Gladbach regelmäßig unterlegen, die zwischen 1979 und 1984 stets die deutsche Meisterschaft gewannen. 1982 hatten sich beide Vereine im Endspiel gegenübergestanden, das mit einem deutlichen 6:0 für die Rheinländerinnen endete, Karin Danner war in jenem Spiel nicht zum Einsatz gekommen.
Nach sieben Jahren in München veränderte sie sich nach Obertaufkirchen, rund 60 Kilometer östlich der bayerischen Landeshauptstadt, und spielte für den dort ansässigen TSV Obertaufkirchen, bei dem sie vier Jahre aktiv war. 
Danach kehrte sie zum FC Bayern München zurück und qualifizierte sich mit der Mannschaft 1990 für die neugeschaffene zweigleisige Bundesliga. Nach Platz vier in der Gruppe Süd, folgte der Abstieg in die Bayernliga. In dieser bestritt sie noch Punktspiele, bevor sie mit Saisonende 1992/93 ihre Spielerkarriere beendete.

### Nationalmannschaft
Am 2. Mai 1984 bestritt sie in Helmstedt bei der 1:4-Niederlage im Testspiel gegen die Nationalmannschaft Norwegens ihr einziges Länderspiel; zur zweiten Halbzeit wurde sie für Eva Schute ausgewechselt.

## Erfolge
- Finalist Deutsche Meisterschaft 1979, 1982 (ohne Finaleinsatz)
- Bayerischer Meister 1978, 1979, 1980, 1981, 1982, 1983, 1984
- Bayerischer Pokalsieger 1982, 1984

## Nach der Zeit als aktive Spielerin
Nach ihrer Spielerkarriere war sie zunächst in einer Buchhaltung tätig, kündigte dort und wurde Fanartikelverkäuferin in der neueröffneten „Boutique“ des FC Bayern München. Zwei Jahre später übernahm sie die anfangs ehrenamtliche Leitung der Abteilung Frauenfußball. Dieses Amt bekleidete sie 28 Jahre, bis zum Ende der Saison 2022/23. In diesem Zeitraum erfolgte eine deutliche Professionalisierung des Frauenfußballs beim FC Bayern, mit dem Aufstieg in die erste Bundesliga und mehreren deutschen Meisterschaften. In den letzten drei Monaten ihrer Anstellung arbeitete sie ihre Nachfolgerin Bianca Rech ein.